# متلازمة الجزيرة

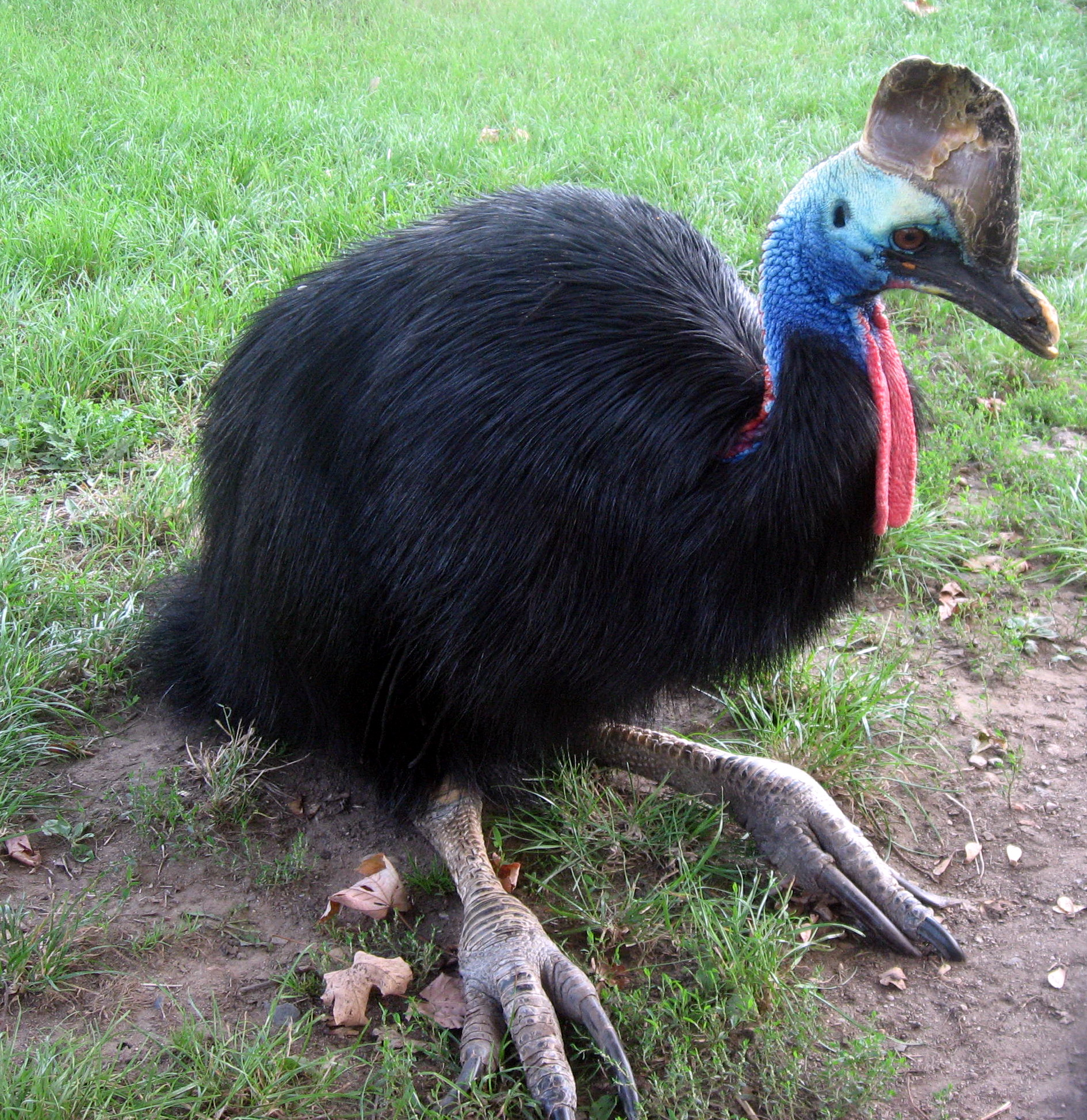
طائر الشبنم الجنوبي، الذي يتبع مسطحات الصدر؛ موطنه: إندونيسيا، غينيا الجديدة وأستراليا. العملقة الجزيرية، مثنوية الشكل الجنسية كِلاهُما سِمَاتُ مُتلازِمَة الجَزيرةِ.

مُتَلَازِمَةُ الجَزِيرَةِ (بالإنجليزية: Island syndrome)‏؛ هِيَ مُتَلَازِمَةٌ تَصِفُ الاختلافات في المورفولوجيا، علم البيئة، الجُسْمُورِيَّة والإيثولوجيا عِندَ الأنواع الجَزِيرِيَّةِ مُقارنَة بِنظيرَاتِها القَارِّيَّة. تتطور هذه الاختلافات بسبب الضَّغطِ التَّطَوُّرِي الذي يُؤثر على الأنواع. بما فيها نُدرة الحيوانات المُفترسة الكَبيرة والحيوانات العَاشبة بِالإضافة إلى المُنَاخِ المعتدل بِاستمرارٍ.